# Barajas de Melo (kommun)
Barajas de Melo är en kommun i Spanien.   Den ligger i provinsen Provincia de Cuenca och regionen Kastilien-La Mancha, i den centrala delen av landet, 70 km sydost om huvudstaden Madrid. Antalet invånare är 1 070.